# Chiesa di San Rocco (Miasino)
La chiesa di San Rocco è la parrocchiale di Miasino, in provincia e diocesi di Novara.

## Storia

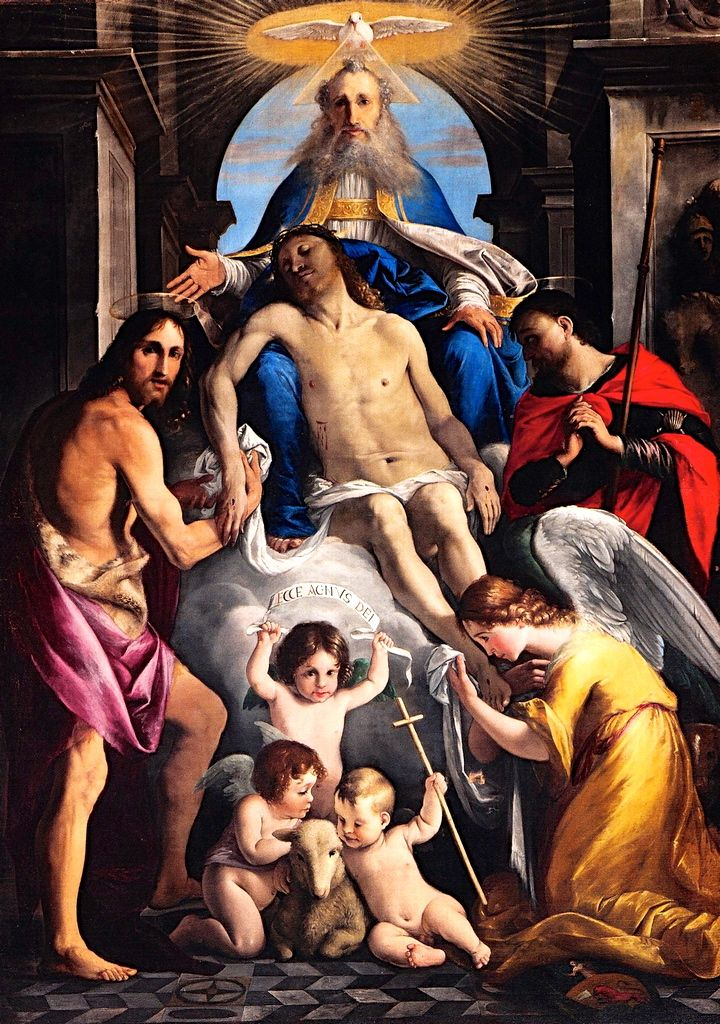
Pietro Paolini, Trinità con i santi Rocco e Giovanni Battista, 1641

L'edificio a Miasino è tra le più grandi chiese del Novarese e misura 45 metri di lunghezza e circa 27 metri di larghezza misurati alla crociera.
Fu dedicata a San Rocco, il santo protettore dalla peste, originario di Montpellier, per invocare e assicurarsi la protezione dell'abitato dalle pestilenze che ciclicamente giungevano a colpirlo.
L'antica chiesa romanica), di cui non si sa quasi nulla per quanto riguarda l'aspetto, venne ricostruita ex novo a partire dal 1627 su progetto dell'architetto milanese Francesco Maria Richini, e consacrata il 12 luglio 1648 dal vescovo novarese Antonio Tornielli. I lavori iniziarono perciò poco prima che si scatenasse nel milanese la terribile pestilenza del 1630, narrata da Alessandro Manzoni ne "I Promessi Sposi", che arrivò a colpire anche il territorio cusiano. A fungere da lazzaretto in quei terribili mesi sarà l'oratorio di San Carlo, appena fuori dal paese, raffigurato in una delle grandi e suggestive tele che adornano la chiesa di San Rocco.
La facciata della chiesa, di impronta classicheggiante, rimase per secoli incompiuta ed è stata portata a termine solo nel 1933 dall'architetto miasinese d'adozione Carlo Nigra.
La chiesa possiede notevoli cappelle, quasi tutte risalenti al XVII secolo, allestite grazie alla generosità delle famiglie miasinesi più in vista, come quella dei Martelli.

## Apparato decorativo
Pregevoli sono la decorazione a stucchi e dorature, gli affreschi e i dipinti su tela di artisti di primissimo piano come Giovanni Battista Cantalupi (o Cantaluppi), Carlo Cane da Gallarate, Federico Bianchi, Giulio Cesare Procaccini, Giuseppe Zanatta, Giuseppe Nuvolone, Giorgio Bonola di Corconio, Andrea Lanzani e il lucchese Pietro Paolini. 
Molto suggestiva è la grande tela di Stefano Maria Legnani detto il Legnanino, che raffigura il miracolo delle Nozze di Cana.
Splendido è l'altare maggiore barocco con marmi policromi e bronzi cesellati (XVII sec.). Gli stalli lignei del coro (XVII sec.) e il battistero sono un prezioso esempio di scultura barocca.
Dopo decenni di abbandono, la chiesa è oggi tornata a rifulgere in tutta la sua bellezza grazie all'opera instancabile dei Canonici Regolari Premostratensi, qui giunti nell'ottobre 1997. In una decina d'anni l'arciprete don Primo Cologni si è impegnato per riportare la chiesa il più possibile al suo stato originario. Molte tele sono state restaurate, così come molte parti architettoniche della chiesa. Altri restauri sono in corso d'opera.